# Zyzyxia lundellii
Zyzyxia lundellii är en art i släktet Zyzyxia inom familjen korgblommiga växter. Arten är den enda inom släktet och beskrevs av John Lance Strother 1991.

## Beskrivning och utbredning
Z. lundellii är en buske som kan bli tre meter hög. Bladen är täckta med sträva hår, blomman består av diskblomma och kantblommor, som båda är gula till färgen. Frukterna blir bruna.
Alla kända exemplar av arten har samlats in i Guatemala och Belize. Där växer buske i torr tropisk tallskog eller på ljungmark.

## Namngivning
Det var i början av 1990-talet som John Strother undersökte sex arter i solrossläktet som han upptäckte att en av arterna avvek och inte alls var någon solrossläkting, utan en helt ny art. Hans arbete skulle publiceras i verket Systematic Botany Monographs.  Detta var i stort sett färdigställt när han kungjorde sin nyhet och redaktören förutspådde stora probem med layouten, om en ny art, som dessutom tillhörde ett helt nytt släkte, skulle klämma sig in någonstans mitt i det drygt 100 sidor långa dokumentet. Redaktören menade att lösningen var att placera texten efter det sista släktet i avhandlingen, Zexmenia. Det skulle minimera problemen inför den nära förestående publikationen.
Utifrån denna rekommendation döpte han släktet till Zyzyxia, möjligen efter en väg i Kalifornien, Zzyzx Road.